# Artabotrys oblanceolatus
Artabotrys oblanceolatus este o specie de plante angiosperme din genul Artabotrys, familia Annonaceae, descrisă de William Grant Craib. Conform Catalogue of Life specia Artabotrys oblanceolatus nu are subspecii cunoscute.